# Georg Emil Tuxen
Georg Emil Tuxen (11. december 1814 i København – 21. september 1885 sammesteds) var en dansk søofficer, søn af kommandørkaptajn Peder Mandrup Tuxen, far til Sophus Christian Andreas og Søren Ludvig Tuxen.
Tuxen blev 1834 sekondløjtnant i marinen efter ved afgangsprøven at have erholdt æressablen; 1842 avancerede han til Premierlieutenant, 1852 til Kapitajnlieutenant, 1864 blev han kar. Orlogskaptajn og 1869 afskediget af de farende Officerers Række, samtidig med at han fik Kommandørs Karakter. T. var 1836 udkommanderet paa Søopmaaling og 1837-38 med Briggen «St.
Thomas» i Vestindien. Ved sin Hjemkomst kastede han sig over Studiet af Astronomi og Navigation, underkastede sig Examen i
disse Fag og ansattes derefter som Inspektionsofficer ved Søartilleriet. 1842 var han udkommanderet med Fregatten «Thetis» til
Middelhavet, 1846 med Briggen «St. Croix» til Island.
Fra 1846-54 virkede T. som Lærer i Mathematik og Navigation ved
Søkadetakademiet, hvilken Virksomhed dog afbrødes i krigsårene; 1848 var han nemlig udkommanderet paa Blokade ved Elben med
Fregatten «Gefion», Aaret efter som næstkommanderende med Briggen «St. Croix», der blokerede Danzig; han deltog ved den
Lejlighed i Briggens Kamp med den tyske Damper «Preussische Adler», som flygtede; for sit gode Forhold under Kampen
dekoreredes han med Ridderkorset. 1850 gik han som næstkommanderende med Korvetten «Diana» på Togt til Island. 1854 var
han sidste gang på togt med Kadetskibet, Korvetten «Valkyrien», som Navigationslærer for Kadetterne.
1851 ansattes T. som Navigationsdirektør i Kongeriget, fem Aar senere tillige i Hertugdømmerne. I denne Stilling har han
gjort sig meget fortjent; han indførte ensartet Undervisning i Navigation for hele Monarkiet, oprettede flere Navigationsskoler og
udarbejdede aldeles fortrinlige Lærebøger og Tabeller for Navigationsundervisningen sammen med sin Broder J. C. T., der havde
afløst ham som Navigationslærer for Kadetterne. Da Stillingen som Navigationsdirektør 1869 oprettedes som et særligt Embede,
traadte T. af som farende Officer, men vedblev at virke som Direktør indtil 1. Jan. 1885. Aaret i Forvejen var han paa en
Inspektionsrejse til Fanø kæntret med en Baad; Følgerne af det hermed følgende kolde Bad formaaede den 7oaarige Mand ikke
at overvinde, og han trak sig derfor tilbage fra sit Embede; kort tid efter afgik han ved døden.
T. var en rolig, tillidindgydende Personlighed, en fortrinlig Lærer, en grundig Videnskabsmand og en saare human og
velvillig overordnet. Han blev 23. Sept. 1843 gift med Andrea Meyer (f. 22. Juni 1817 d. 1. Sept. 1890), Datter af Oberst i Artilleriet
Andreas Bruun M. (f. 1777 d. 22. April 1836) og Sophie Christine f. Barth (d. 7. Marts 1861). Han er begravet på Holmens Kirkegård.